# Kámasútra

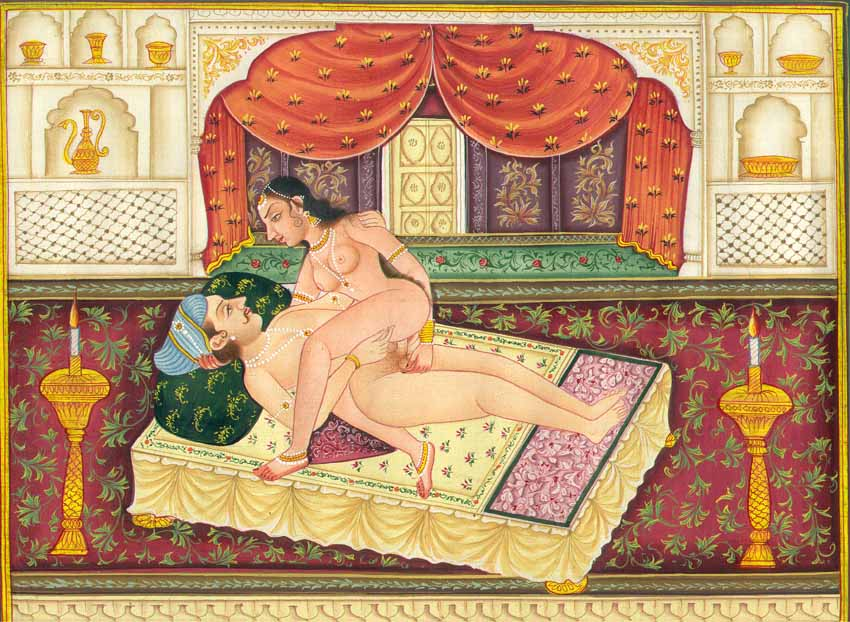
Jedna z ilustrací Kámasútry (i když původní text ilustrován nebyl).

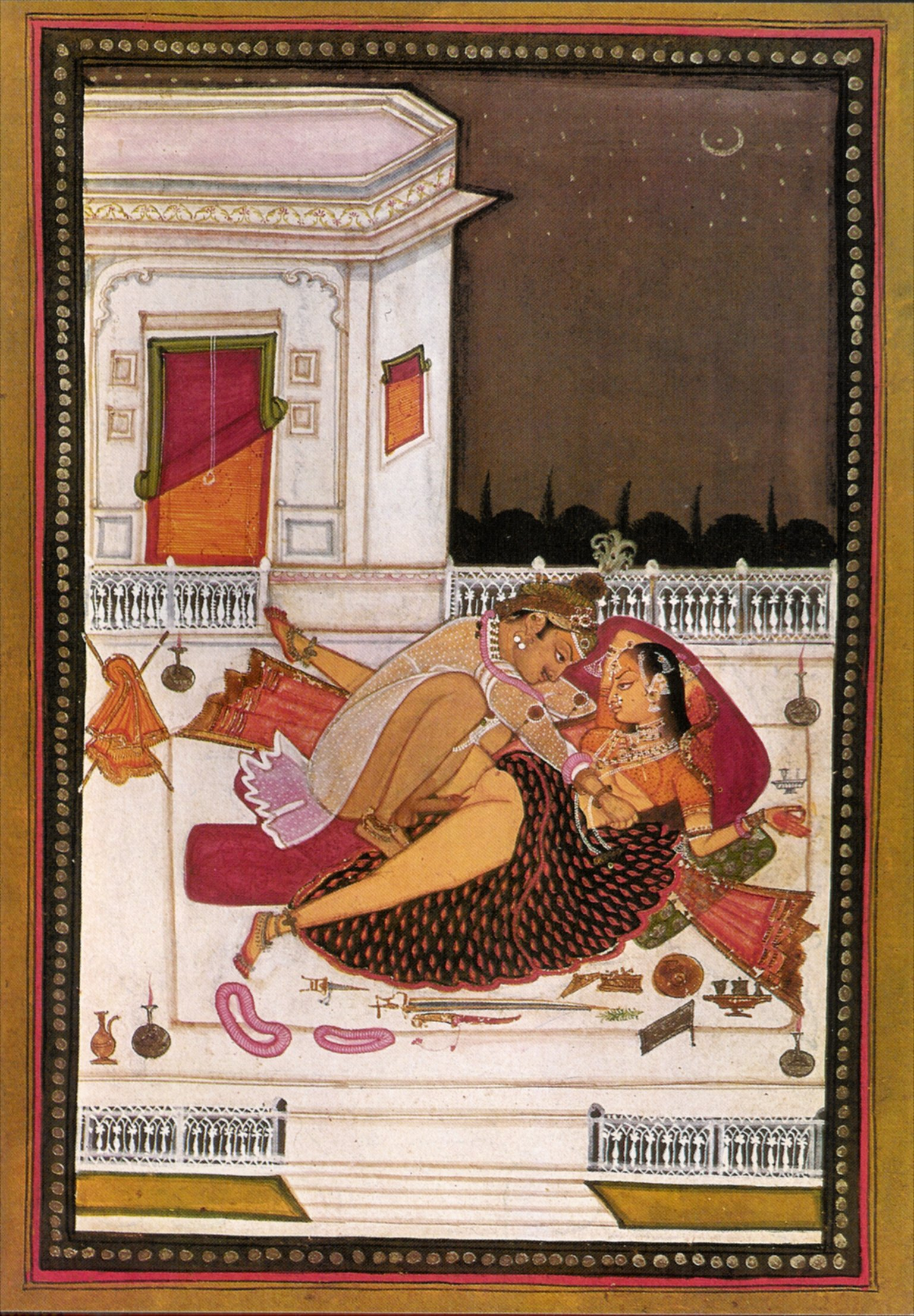
Ilustrace ke Kámasútře z roku 1790.

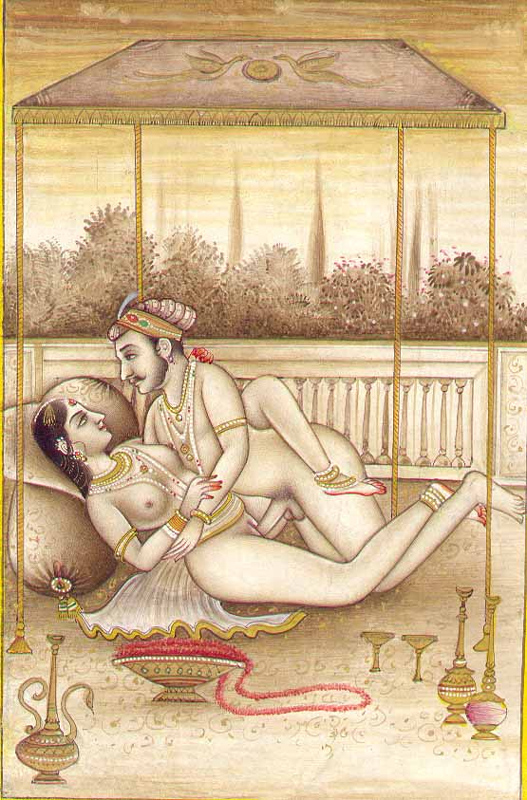
Ilustrace, pravděpodobně z 19. století.

Kámasútra (v sanskrtu कामसूत्र, Sútry o lásce) je starověký indický text pojednávající o lidské sexualitě. Jeho název se dá přeložit jako Poučení o rozkoši nebo jako Učebnice lásky (Káma je jméno indického boha milostné touhy a sútra je poučení nebo učebnice). Podle tradice je autorem díla mnich a filosof Vátsjájana, který žil v období Guptovské říše (4.–6. století n. l.)

## Charakteristika díla
Vátsjájana své dílo, určené pro dvořany a bohaté měšťany, vytvořil na základě starších, dnes již nedochovaných erotických příruček tzv. kámašáster (všechny purušárthy (dharma, artha, káma, mókša) mají své šástry), které v díle také cituje (v Indii je erotika považována za jednu z uznávaných vědních disciplín). Mělo sloužit jako vážné uvedení do milostného života, čemuž odpovídá jeho suchý až pedantský styl. Pojetí životních cílů v díle má pak mnoho společného s Arthašástrou. Staví na rozdílu mezi láskou a manželstvím. Účelem manželství je především zplození potomků, zatímco účelem lásky je dosažení plného psychického a fyzického uspokojení, což je jedna ze základních potřeb člověka.
Dílo se stalo základním pilířem erotické literatury a je dodnes považováno za důležité pro opravdové poznání sexuálního potěšení. Bylo hojně komentováno, a protože se dochovalo v dosti pokažených rukopisech, opírají se moderní překlady často o tyto komentáře. Také bylo často napodobováno, takže všechny pozdější kámašástry jsou pouze napodobeninami Kámasútry. Patří mezi ně zejména Ratirahasja (Tajemství rozkoše) od Kukkóky (asi 13. století) a především Anangaranga (Herna boha lásky), jejímž autorem je Kaljánamalla (16. století).

## Obsah Kámasútry
Text díla je rozdělen do sedmi velkých kapitol, přičemž každá z nich se týká jiného tématu. V celku pak poskytují čtenáři rady týkající se nejen lidského sexuálního chování, ale společenského života a řízení domácnosti. Jde o tyto části:
- Úvod, který se zabývá smyslem života, správným zařízením domu, společenským chováním, péčí o tělesnou čistotu a také tím, které ženy jsou vhodné a nevhodné pro určité muže.
- Milování, kde jsou zde popsány typy mužů a žen podle velikosti pohlaví a dále milostná předehra, objetí, polibky, vzdechy a přes osmdesát dva poloh a způsobů používaných při pohlavním styku, neboť podle knihy je tajemstvím kvalitního sexu co nejčastější střídání poloh.
- Panny (námluvy, dvoření a projevy citů, návod, jak si muž má získat pannu a jak si má panna získat muže, zásnuby a sňatky),
- Manželky (o správném chování manželek a spolumanželek a o mnohoženství),
- Paní (návody jak svést ženu a jak si uhájit vlastní manželku),
- Kuběny (tato část díla pojednává o prostitutkách).
- Rady (recepty na nápoje lásky, na prostředky pro zvětšení pyje atp.)

## Česká vydání
- Kámasútra, aneb Poučení o rozkoši, Státní zdravotnické nakladatelství, Praha 1969, vybral a přeložil Vladimír Miltner,
- Kámasútra, aneb Poučení o rozkoši, Hanácké nakladatelství, Vyškov 1990,
- Kámasútra, aneb Poučení o rozkoši, Avicenum, Praha 1991, přeložil Vladimír Miltner, znovu Cosmopolitan, Praha 1997 a Kanzelsberger, Praha 1999
- Kámasútra: o ženské rozkoši, Rebo, Čestlice 2006, z anglického překladu přeložil Ladislav Ptáček.